# Zosime reyssi
Zosime reyssi är en kräftdjursart som beskrevs av Dinet 1974. Zosime reyssi ingår i släktet Zosime och familjen Tisbidae. Inga underarter finns listade i Catalogue of Life.